# 한수산 필화 사건
한수산 필화 사건(韓水山筆禍事件)은 1981년 5월 《중앙일보》에 1년간 연재 중이던 소설가 한수산의 장편소설 《욕망의 거리》로 인해 관련자들이 연행되어 고초를 치른 사건이다. 욕망의 거리 필화 사건이라고도 한다.
《욕망의 거리》는 1970년대를 배경으로 남녀 간의 만남과 사랑을 통속적으로 묘사한 전형적인 대중 소설이었다. 인간의 욕망을 노골적으로 추구하는 경태, 진실을 갈구하는 정우, 풍요의 미몽 속을 헤매는 세희 등 3남매가 주인공이며, 70년대 젊음의 그늘과 양지를 함께 보여주는 풍속도를 그려낸다. 중앙일보사에서 출판했다. 군데군데 등장하는 군인이나 베트남 전쟁 참전 용사에 대한 묘사가 대통령 전두환을 비롯한 당시 제5공화국의 최고위층을 모독하는 동시에 군부 정권에 대한 비판 의식을 담고 있다는 혐의를 받고, 작가 한수산과 문화부장 정규웅 등 중앙일보사의 관계자들, 한수산의 문단 동료인 시인 박정만이 국군보안사령부(사령관 노태우)에 연행되어 고문을 받았다. 국내에서의 창작 작업에 회의를 느낀 한수산은 이후 일본으로 떠나 수년간 머물렀고, 박정만은 고문 후유증에 시달리다 1988년 사망했다.

이 사건은 당대에는 언론 통제로 인하여 외부로 알려지지 않았으며, 연재 중인 소설의 극히 일부분에 불과한 지엽적 표현을 독재 정권의 자격지심 때문에 억지로 문제 삼아 비인간적 결과를 낳은 필화 사건으로 평가받고 있다.

## 관련 매체
- 1989년작 드라마 《서러운 땅》편에서 실화를 바탕한 극화다.

## 같이 보기
- 분지 필화 사건 (제3공화국)
- 양성우 시인 필화 사건 (제4공화국)
- 한수산
- 박정만

## 참고 자료
- 임동헌, 욕망의 거리를 사냥한 욕망의 신군부 - 한수산 필화사건 보관됨 2004-12-28 - 웨이백 머신 《웹진 대산문화》 (2004년 봄호)
- 《대자보》 (2005.12.20) 시와 눈물과 고문으로 점철된 삶, 시인 박정만
- 오태호, 다시보는 필화사/ 한수산의 『욕망의 거리』- 폭력의 시대, 족쇄 채워진 표현의 자유, 《컬쳐뉴스》 (2006.2.23)
- 강준만 (2003년 5월 12일). 〈제2장 충성경쟁과 마법의 주문 ‘86·88’/ 1981년 - 한수산 필화사건〉. 《한국 현대사 산책 1980년대편 2 (광주학살과 서울올림픽)》. 범우사: 인물과사상사. ISBN 89-88410-74-2.